# Jure Lalić
Jure Lalić (Macarsca, 8 febbraio 1986) è un ex cestista croato.
Alto 210 cm, giocava come centro.

## Carriera
Con la Croazia ha disputato i Giochi del Mediterraneo di Pescara 2009.

## Palmarès
- Campionato croato: 2

Zadar: 2004-05, 2007-08
- Campionato belga: 1

Spirou Charleroi: 2008-09
- Campionato sloveno: 2

Krka Novo mesto: 2011-12, 2012-13
- Campionato polacco: 1

Zielona Góra: 2014-15
- Campionato macedone: 1

MZT Skopje: 2016-17
- Coppa di Croazia: 3

Zadar: 2005, 2006, 2007
- Coppa del Belgio: 1

Spirou Charleroi: 2009
- Coppa di Slovenia: 1

Krka Novo mesto: 2016
- Coppa di Macedonia: 1

MZT Skopje: 2018